# Comuna Șarivka, Bilokurakîne
Șarivka (în ucraineană Шарівка) este o comună în raionul Bilokurakîne, regiunea Luhansk, Ucraina, formată din satele Lozne și Șarivka (reședința).

## Demografie
Componența lingvistică a comunei Șarivka
     Ucraineană (97,21%)
     Rusă (2,79%)
Conform recensământului din 2001, majoritatea populației comunei Șarivka era vorbitoare de ucraineană (97,21%), existând în minoritate și vorbitori de rusă (2,79%).